# فهرست نظریه‌پردازان سیاسی
این فهرست نظریه‌پردازان سیاسی (انگلیسی: List of political theorists) است.
نظریه سیاسی کسی است که به ساختن یا ارزیابی نظریه سیاسی، از جمله فلسفه سیاسی می‌پردازد. نظریه‌پردازان ممکن است دانشگاهیان، اعضای فرهنگستان یا دانشوران مستقل باشند. در اینجا برجسته‌ترین نظریه‌پردازان سیاسی بر اساس گرایش یا مکتب فکری، با یک عنوان اضافه («سایر») برای آن دسته از نظریه‌پردازانی که در هیچ‌یک از سنت‌های اصلی قرار نمی‌گیرند، دسته‌بندی می‌شوند.

## نظریه‌پردازان سیاسی آنارشیست
- میخائیل باکونین
- موری بوکچین
- نوآم چامسکی
- ویلیام گادوین
- اما گلدمن
- پیتر کروپوتکین
- پیر-جوزف پرودون
- جیمز سی. اسکات
- جان زرزن
- هوارد زین

## نظریه‌پردازان سیاسی لیبرال کلاسیک
- ریمون آرون
- فردریک باستیا
- آیزایا برلین
- بنجامین فرانکلین
- فرانسیس فوکویاما
- هوگو گروتیوس
- فریدریش هایک
- ایمانوئل کانت
- جان لاک
- جیمز مدیسون
- جان میلتون
- مونتسکیو
- کارل پوپر
- زاموئل فن پفندورف
- جوزف شومپیتر
- آدام اسمیت
- الکسیس دو توکویل

## نظریه‌پردازان سیاسی محافظه‌کار
- ادموند برک
- جیمز برنهام
- سمیوئل تیلور کلریج
- خوان دونوسو کورتس
- ژولیوس ایوولا
- گئورگ ویلهلم فریدریش هگل
- یوهان گوتفرید فون هردر
- راسل کرک
- اریک فون کوئنلت-لدین
- گوستاو لو بن
- ژوزف دو ماستر
- هاروی منزفیلد
- شارل موراس
- آدام مولر
- مایکل اوکشات
- ویلهلم رپکه
- کارل اشمیت
- راجر اسکروتن
- اسوالد اشپنگلر
- لئو اشتراوس
- اریک فوگلین

## نظریه‌پردازان سیاسی فمینیست
- وندی براون
- رایا دونایوسکایا
- نانسی فریزر
- بتی فریدان
- شانتال موفه
- مارتا نوسبوم
- مری ولستون‌کرافت

## نظریه‌پردازان سیاسی لبیرترین
- دیوید دی فریدمن
- هانس هرمان هپه
- رز وایلدر لین
- رابرت نوزیک
- آین رند
- موری راتبارد
- لایسندر اسپونر
- ماکس اشتیرنر

## نظریه‌پردازان سیاسی مارکسیست
- تئودور آدورنو
- طارق علی
- لوئی آلتوسر
- کورنلیوس کاستوریادیس
- فریدریش انگلس
- فرانتس فانون
- آنتونیو گرامشی
- چه گوارا
- هو شی مین
- سی. ال. آر. جیمز
- کیم ایل سونگ
- ارنستو لاکلائو
- ولادیمیر لنین
- گیورگ لوکاچ
- رزا لوکزامبورگ
- هربرت مارکوزه
- کارل مارکس
- آنتونیو نگری
- لئون تروتسکی

## نظریه‌پردازان سیاسی دینی
- محمد اسد
- معمر قذافی
- رنه گنون
- اقبال لاهوری
- السدیر مک‌اینتایر
- پرابات رانجان سرکار
- وینایاک دامودار سوارکار
- چارلز تیلور
- سیمون وی

## نظریه‌پردازان سیاسی سوسیال لیبرال
- کنث ارو
- جرمی بنتام
- رابرت دال
- ایمی گوتمان
- ویل کیملیکا
- جان استوارت میل
- جان رالز
- مایکل والزر

## سایر
- گابریل بادام
- هانا آرنت
- ارسطو
- چاناکیا
- سیسرون
- کنفوسیوس
- دوبریتسا چوسیچ
- رونالد دورکین
- دیوید ایستون
- اریک فروم
- یورگن هابرماس
- تئودور هرتسل
- توماس هابز
- لشک کولاکوفسکی
- علی لطیفیان
- نیکولو ماکیاولی
- منسیوس
- تامس مور
- توماس پین
- افلاطون
- رابرت دی. پاتنم
- ژان-ژاک روسو